# Megophrys kobayashii
Megophrys kobayashii és una espècie d'amfibi que viu a Malàisia.